# Erma-Werke GmbH
Erma-Werke GmbH (wcześniej Erfurter Maschinen und Werkzeugfabrik później Erfurter Maschinenfabrik B Geipel GmbH) – niemieckie przedsiębiorstwo produkujące broń strzelecką.
W okresie międzywojennym zakłady mieszczące się w Erfurcie produkowały pistolety maszynowe oraz zestawy konwersyjne umożliwiające zasilanie amunicją .22 Long Rifle broni wojskowej. W czasie II wojny światowej były jednym z największych producentów peemów MP-40. Po drugiej wojnie światowej zakłady przeniesiono do Dachau. Wznowiły one działalność w 1949 roku. W 1951 roku ponownie rozpoczęły produkcję broni palnej. Były to głównie małokalibrowe wersje znanych pistoletów i karabinów, później w ofercie firmy pojawiły się rewolwery.
W 1997 roku firma Erma-Werke GmbH ogłosiła bankructwo.